# Unión Monárquica Nacional
La Unión Monárquica Nacional (UMN) fue un partido político español, fundado en abril de 1930 como sucesor de la Unión Patriótica, el partido oficial de la dictadura de Primo de Rivera, y encabezado por exministros de esta y por el hijo del dictador. La formación, de matriz neoconservadora, incorporaba sin embargo un activo grupo de representantes de la derecha radical y apostó por la instauración de una monarquía de tipo autoritario.

## Historia

### Fundación
Tras haber aceptado el rey su dimisión, el general Primo de Rivera anunció antes de salir de España que «los ex ministros de la Dictadura publicarán un manifiesto, dirigido al país, que yo reputo de gran eficiencia. Creo que si estos ex ministros acuden a las elecciones sacarán más votos que ninguna otra organización política». El 10 de febrero el periódico La Nación, que había sido el órgano oficioso de la Dictadura, publicó una nota de Primo de Rivera en la que este daba libertad a los afiliados a la Unión Patriótica a integrarse en otras organizaciones «siempre que no sean opuestas al credo, fines y normas de conducta de esta» y asignaba a UP la tarea de preparar a la gente para actuar en política «de un modo abstracto, dentro siempre de nuestro lema: Patria, Religión y Monarquía». La nota concluía diciendo: «Es, pues, el momento de afirmar nuestra fe en los principios originarios: recia y sana formación de la ciudadanía en el exaltado amor a España, en la fervorosa devoción a Dios y su Iglesia y en la adhesión a la forma de gobierno monárquica, como hija de la tradición y del derecho nacionales».
La persona designada por Primo de Rivera para dirigir la nueva organización impulsada por los exministros de la Dictadura fue Rafael Benjumea y Burín, conde de Guadalhorce. Su finalidad principal sería defender la obra de la Dictadura. Así lo expuso José Calvo Sotelo el 8 de febrero, tras haberse reunido con el rey Alfonso XIII acompañado de José Yanguas Messía y de Eduardo Callejo de la Cuesta: «Existe una obra realizada por la Dictadura que es preciso defender y sostener... como el problema de Marruecos, los Estatutos provinicial y municipal, la consolidación del presupuesto, el mantenimiento del principio de autoridad y el fomento de las obras públicas».
Los exministros celebraron una primera reunión el 14 de febrero de la que dio cuenta la prensa conservadora. ABC informó de que todos ellos se mostraban satisfechos de haber sido, «cada uno dentro de su esfera, colaboradores leales del marqués de Estella». Sin embargo, la iniciativa para formar el nuevo partido no la tomó ninguno de los exministros sino Fernando Gallego de Chaves Calleja, marqués de Quintanar. Durante una estancia en Salamanca redactó una especie de petición dirigida al general Primo de Rivera en la que los firmantes consideraban su deber «congregarse en forma de partido político, que con las condiciones esenciales de católico y monárquico, y teniendo su atención especialmente puesta en el campo y en el labrador, principales fuentes de la economía nacional, se ajuste a las directivas emanadas de V.E. [...] y rogar a V.E. les acaudille». Nada más volver a Madrid el marqués de Quintanar buscó el apoyo al proyecto del conde de Guadalhorce y de Calvo Sotelo, los dos ministros civiles más destacados de la Dictadura, dando cuenta de su gestión por carta, con fecha de 25 de febrero, a Primo de Rivera. En la misma le decía que el conde de Guadalhorce había aceptado «el caudillaje de esta fuerza política» si así lo decidía el propio general y que también se había puesto en contacto con su hijo, José Antonio Primo de Rivera, quien había dado «su asentimiento a todo», lo mismo que Calvo Sotelo. También le contaba su entrevista con José Gabilán, presidente del Comité Ejecutivo de la Unión Patriótica.
El 15 de marzo Calvo Sotelo, acompañado de Felipe Lazcano, se entrevistó con el general Primo de Rivera, en su habitación del Hotel du Pont-Royal de París donde residía desde que había abandonado España. Al parecer Calvo Sotelo logró convencerle para que se presentara a las elecciones encabezando el nuevo partido que promovía el marqués de Quintanar. Al terminar la entrevista quedaron en reanudarla antes de que Calvo Sotelo regresara a Madrid, momento en el que el ex Dictador le daría una carta a Calvo Sotelo que podría servir de base para publicar un manifiesto. Pero el general Primo de Rivera falleció en la mañana del día siguiente, 16 de marzo, víctima de la enfermedad que padecía desde hacía tiempo.
Paradójicamente, la muerte del general Primo de Rivera aceleró el proceso de fundación del nuevo partido que defendiera la obra de la dictadura. El 24 de marzo se reunían los exministros en casa de uno de ellos, José Yanguas Messía, junto con José Gabilán, en representación de la Unión Patriótica, y con José Antonio Primo de Rivera. Al parecer allí se acordó que el nuevo partido, que se definía como «monárquico constitucional», se llamaría Unión Monárquica Nacional. Una semana después, el 1 de abril, los jefes provinciales de la Unión Patriótica se reunieron en Madrid para debatir «la forma en que la Unión Patriótica, como organización y los elementos que la representan individualmente, debieran sumarse al nuevo partido Unión Monárquica Nacional». A la reunión también asistieron los exministros Guadalhorce, Yanguas, Callejo y Galo Ponte.
Al acudir todos los exministros a un funeral por Miguel Primo de Rivera el 3 de abril de 1930, dos meses después de haber abandonado el poder, aprovecharon para firmar el manifiesto del nuevo partido. Las figuras más destacadas eran José Calvo Sotelo, Ramiro de Maeztu, José de Yanguas Messía, Eduardo Callejo de la Cuesta, Galo Ponte y Escartín, el marqués de Quintanar, Manuel Delgado Barreto, director de La Nación, el presidente del comité ejecutivo de Unión Patriótica, José Gabilán, el hijo del dictador, José Antonio Primo de Rivera y el conde de Guadalhorce, que se convertiría en jefe del partido, por deseo del fallecido dictador. Su militancia se nutrió de funcionarios, exministros de la dictadura, empresarios e ingenieros. Entre los firmantes del manifiesto aparecen cerca de cuarenta miembros de la nobleza, además del marqués de Quintanar y el conde de Guadalhorce: el marqués de Albayda, el conde de los Andes, el duque de Bailén, el conde de Figols, el marqués de Sotelo, el marqués de Valdecilla, el vizconde de Salcedo-Bermejillo,  etc. Otras personalidades que firmaron el manifiesto fueron José Pemartín, José María Pemán, Joaquín Bau y Vicente Gay.
Ausencias significativas entre los firmantes del manifiesto fueron la del exministro de la Dictadura Eduardo Aunós (que acabaría fundando su propio partido: el Partido Laborista Español) y la de José María Gil Robles, que había colaborado estrechamente con Calvo Sotelo en la elaboración del Estatuto Municipal de 1924. Este último lo justificó en una carta remitida al conde de Guadalhorce en la que le decía: «adherirse al núcleo de los exministros equivaldrá a suscribir toda la obra de la Dictadura, en la cual hay ciertamente mucho bueno, pero también no poco malo». El conde le respondió: «Yo le invito a reflexionar porque conozco la sinceridad de sus principios y de su noble proceder». También declinó firmar Pedro Armero Manjón, conde de Bustillo, que había sido alcalde de Sevilla por nombramiento del Dictador.
El manifiesto decía, entre otras cosas, lo siguiente:

Queremos, como Primo de Rivera, una España grande, gloriosa, culta, cristiana, tolerante, ordenada, trabajadora, progresista, respetada en el Extranjero y con honda fe en sus altos destinos; estimamos, como él, consubstancial con la Patria el mantenimiento de la Monarquía...; compartimos el sentimiento religioso que late en la más íntimas entrañas de la sociedad española y mantiene vivas las energías morales de la raza; creemos, en fin, indispensable... la actuación de un Gobierno fuerte, encarnación suprema del principio de autoridad, con la eficiencia precisa para rechazar cualquier conato de violencia, venga de donde viniere. [...] La Unión Monárquica Nacional juzga necesarias aquellas modificaciones legales que, sin merma de las prerrogativas y funciones propias de las Cortes y el Rey, tienden a robustecer el ejercicio del Poder Ejecutivo.

La sede del partido era la misma que la de la Unión Patriótica, sita en el Paseo de la Castellana, número 14. El secretariado del nuevo partido estaba encabezado por Santiago Fuentes Pila (secretario), José Antonio Primo de Rivera (vicesecretario primero) y José Medina Togores (vicesecretario segundo) y formaban parte de él, entre otros, José Ibáñez Martín, Ricardo Oreja Elósegui, el marqués de Quintanar y Julio Palacios.

### Expansión
La asamblea constitutiva de la Unión Monárquica Nacional se celebró el 7 de julio, tras obtener por fin el permiso del gobierno del general Berenguer que en sucesivas ocasiones había suspendido todos los actos de propaganda política. Los reunidos asistieron previamente a una misa en la Iglesia de Santa Bárbara (Madrid) en honor del general Primo de Rivera. La Asamblea eligió por aclamación como presidente del partido al conde de Guadalhorce. Tras los discursos pronunciados por Ramiro de Maeztu, el conde de Montseny y José María Pemán tomó la palabra el conde de Guadalhorce para exponer de forma sucinta las ideas del partido. Volvió a insistir en «dar al Poder Ejecutivo las armas precisas para poder sostener el orden a todo trance, para poder evitar los abusos de los Parlamentos y las dictaduras irresponsables de los jefes de grupo». En lo económico defendió «una intervención de orden corporativo constante y una intervención metódica, prudente y circunstancial del Estado». El programa del partido lo sintetizó en: «orden, trabajo y cultura». Concluyó diciendo: «la vida es, sobre todo, y por encima de todo, voluntad. Y el que no tiene voluntad propia y no la sabe imponer, tendrá forzosamente que vivir de la voluntad ajena y será avasallado, tiranizado, maltratado».
El corporativismo que defendían los umenistas fue recogido, por ejemplo, en el Manifiesto, fechado el 28 de agosto de 1930, de la Unión Monárquica Nacional de Orense, cuyo líder indiscutido era el exmaurista José Calvo Sotelo. En él se hablaba de unas «Cortes integradas por representantes de los intereses económicos, culturales y sociales, capacitados por profesionales para legislar con acierto sobre los múltiples y complejos problemas de la gobernación del país». El Manifiesto también abogaba por un «Gobierno que anteponga el bien de la patria y de todas las clases y modalidades que la integran, a los impulsos de doctrinalismos especulativos o de ambiciones partidistas».
Tras su constitución como nuevo partido en la asamblea del 7 de julio, la Unión Monárquica Nacional, a diferencia de los partidos del turno, desplegó una intensa campaña de movilización ciudadana, con actos públicos por toda España. En ocasiones tuvieron que hacer frente a manifestaciones hostiles de liberales y de republicanos que se saldaron con incidentes graves en algunos lugares, como en Lugo, donde cinco personas resultaron heridas de diversa consideración por la actuación de la fuerza pública que se vio obligada a intervenir.
Tras la convocatoria de las elecciones municipales de España de 1931 la UMN, a diferencia del resto de los partidos monárquicos que recurrieron a los viejos métodos de la Restauración y prácticamente no hicieron campaña electoral, defendió la necesidad de salir a la calle para movilizar a los partidarios de la monarquía: «Hay que llenar Madrid de candidaturas monárquicas. Hay que recorrer las barriadas obreras casa por casa y explicar a los electores en qué consiste la ficción republicana». En su periódico La Nación abundaron los eslóganes para alentar el voto monárquico con el argumento de que había que impedir la supuesta catástrofe que se avecinaba si ganaban las candidaturas republicanas: «¡Españoles! Si no queréis que España se hunda en el caos soviético, votad por la Monarquía»; «Si algún monárquico dejara de cumplir mañana sus deberes merecería el desprecio de sus conciudadanos». La Nación también denunció las prácticas caciquiles que empleaban los partidos del turno (incluido el abuso del artículo 29 de la ley electoral, que daba automáticamente la victoria a una candidatura sin necesidad de votar si era la única que se presentaba) en detrimento de los candidatos de la UMN. Ponía el ejemplo de muchos pueblos de la provincia de Orense donde «se amenaza a los pobres con excluirlos de la Beneficencia si no votan la candidatura bugallalista, y a los estanqueros con quitarles los estancos».

### Disoluciónde facto
Dos días después de la victoria en las ciudades de las candidaturas republicanas en las elecciones municipales celebradas el domingo 12 de abril, el diario de la UMN La Nación publicó una entrevista con el conde de Guadalhorce, en la que decía que se debía «guardar el orden a todo trance» y «apurar la vía legal» celebrando las dos siguientes elecciones previstas, las provinciales y las generales, «y lo de que ellas resulte debe ser acatado por unos y otros». Terminaba haciendo un llamamiento a todos los monárquicos para «ayudar al rey, prestándole toda clase de apoyos». De hecho los dirigentes de la UMN se habían reunido por la mañana de ese martes 14 de abril para ofrecerse al Gobierno «para fortalecer su resistencia» y en cuanto conocieron la postura del ministro Juan de la Cierva y Peñafiel de no ceder el poder a los republicanos costara lo que costara la elogiaron y la apoyaron —resistencia a ultranza aunque hubiera víctimas, defendió Calvo Sotelo—. Por temor a que se les exigieran responsabilidades por su participación en la Dictadura de Primo de Rivera, la mayoría de los exministros abandonaron esa misma tarde Madrid con destino a Portugal en cuanto supieron que el rey Alfonso XIII había decidido expatriarse. Con el exilio del conde de Guadalhore, de Yanguas Messía y de Calvo Sotelo, la UMN dejó de existir de facto.
Volvieron a España tras la amnistía concedida en 1934 por el Gobierno de Alejandro Lerroux. Entonces no reconstruyeron la UMN sino que se integraron en el partido monárquico radical Renovación Española. El hijo del Dictador, José Antonio Primo de Rivera, decantado hacia el fascismo, había fundado su propio partido Falange Española.